# Стерва (роман)
«Стерва» (англ.  The Bitch) — роман-бестселлер 1979 года американской писательницы  Джеки Коллинз. 

## Описание сюжета
Действие происходит во второй половине двадцатого века в Америке и Лондоне.
Лас-Вегас — это суета, это выигрыши и проигрыши, происходящие 24 часа в сутки, это сказочное место для развлечений посреди американской пустыни. С описания знаменитого Лас-Вегаса начинается этот роман Джеки Коллинз.
Мужчины считают женщин странными созданиями. В своём романе Коллинз не опровергает, а пытается объяснить это, живописуя поступки и внутренний мир Фонтэн — бывшей супруги арабского мультимиллиардера Аль-Халеда и владелицы супермодного лондонского ночного клуба «Хобо». Из Лас-Вегаса красавица Фонтэн возвращается в Лондон, и везде за глаза её называют стервой.

## Литературные особенности
Роман является продолжением одного из ранних произведений Джеки Коллинз – романа «Жеребец» ("The Stud", 1969).

## Адаптации
В 1979 году был выпущен фильм «The Bitch». В роли миссис Фонтэн Аль-Халед снялась актриса и писательница Джоан Коллинз, сестра Джеки Коллинз.